# 聖誕歐石楠
聖誕歐石楠（學名：Erica canaliculata）是杜鵑花科歐石楠屬植物，是原产南非的常绿灌木，花期11月－翌年4月，花色为粉色或淡紫色，由於其花朵中心黑色的花药形如蛇目，故日本人称其为“蛇眼欧石楠”。

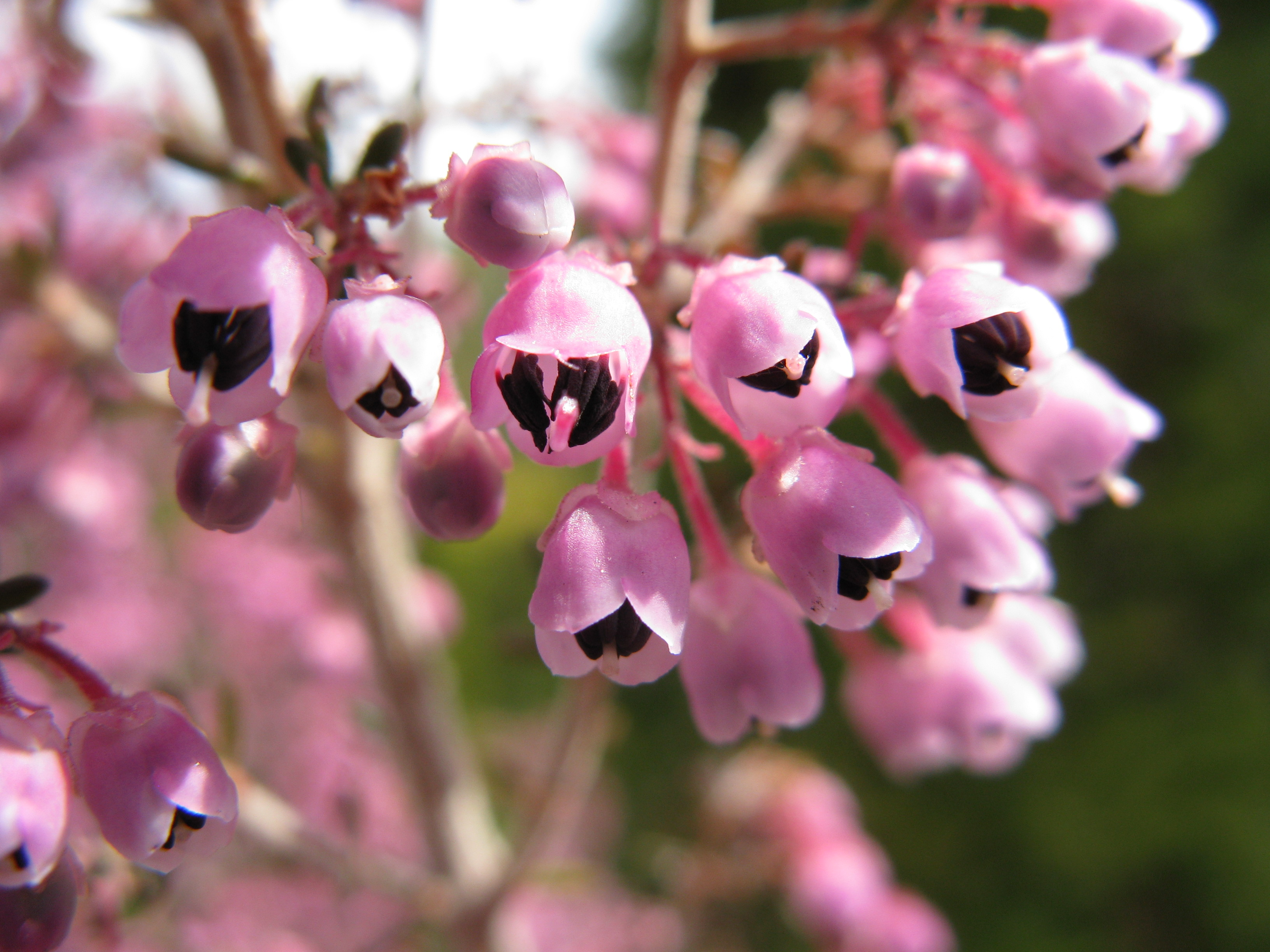
特写